# The Unit
The Unit è una serie televisiva statunitense andata in onda sul canale CBS. La terza stagione è stata interrotta a metà a causa dello sciopero degli sceneggiatori, conclusa quindi con l'episodio 11, la CBS ha comunque ordinato una quarta stagione in onda negli USA dal 28 settembre 2008 al 10 maggio 2009. Il 19 maggio 2009 il network ha cancellato la serie al termine della quarta stagione.
L'idea di base del serial è data dal libro dell'ex operatore della Delta Force Eric L. Haney, "Inside Delta Force"; reperibile in Italia nelle edizioni TEA con il nome di "Delta Force in azione". Lo scrittore è stato produttore esecutivo di molti episodi e ha anche recitato in un episodio della quarta stagione (interpretando un reclutatore che spinge il giovane Tom Ryan ad arruolarsi, prospettandogli la possibilità di diventare un giorno generale).

## Trama
The Unit, l'Unità, è un reparto di forze speciali dell'esercito americano, attivo dalla fine degli anni Settanta. Le missioni e l'esistenza stessa dell'Unità sono un segreto di stato; difatti i componenti fingono di appartenere a un reparto di sussistenza militare chiamato 303 Compagnia di Studi Logistici. Il riferimento alla "Delta Force" è netto. La Delta Force, una tra le molteplici forze speciali delle forze armate statunitensi, composta da militari altamente specializzati e provenienti da reparti scelti dell'esercito, i Ranger e i Berretti Verdi. Dopo una durissima selezione, gli operatori vengono addestrati a tutti quei compiti tipici dei militari delle forze speciali ma con una particolare specializzazione volta alla lotta al terrorismo (salvataggio di ostaggi in situazioni estreme, interdizione a obiettivi sensibili o strategici, protezione di personalità, prevenzione del narcotraffico e altre).
Tornando alla fiction televisiva The Unit, l'immediata gerarchia dell'"Unità" ha come ufficiale comandante il colonnello Tom Ryan, che risponde direttamente al Presidente degli Stati Uniti.
La squadra di punta di questo reparto, i cui soldati sono i protagonisti della serie, è composta da cinque uomini: Jonas Blane, il caposquadra; Mack Gerhardt, comandante in seconda; Charles Grey, l'esperto in demolizioni; Hector Williams, l'infermiere; Bob Brown, tiratore scelto e ultimo arrivato nell'episodio pilota della serie.
Alle mogli degli agenti dell'Unità sono fornite le informazioni minime. Sono completamente informate del fatto che "l'unità" è un'organizzazione “inesistente” e che i loro mariti sono impegnati in missioni altamente pericolose. A loro non è consentito conoscere informazioni specifiche, come la destinazione dei loro mariti, in cosa consistono le loro procedure di addestramento, quanto tempo saranno in missione e persino se i loro mariti sono al sicuro.
Inoltre, se un membro dell'Unità è ucciso nell'azione, alla famiglia viene detto che ha perso la vita in una missione di addestramento; questo accadrà nella terza stagione nel caso del sergente Williams. Le mogli, se ritenute sospette di parlare dell'esistenza del reparto con estranei, possono indurre i loro mariti all'espulsione, per poi essere restituiti al servizio normale dell'esercito. Nessuno si farebbe scrupoli a rovinare e distruggere le famiglie per conservare la segretezza dell'Unità.
I membri dell'unità solitamente operano in abiti civili o con mimetiche anonime, per non identificarli quali operatori delle forze speciali. I gradi possono essere riconosciuti solo quando i membri dell'Unità vestono l'alta uniforme. Sul braccio di Jonas Blane è perfettamente visibile il grado di sergente maggiore, mentre gli altri membri hanno i vari gradi di Sergente (Sergent, Staff Sergent, Sergent first class, ecc.).
Il telefilm è quindi un mix tra vita militare, intensa e piena di suspense e la vita familiare dei soldati con un occhio particolare puntato sulle loro mogli.
Nella seconda stagione l'Unità rischierà lo scioglimento, perché accusata di crimini di guerra, in realtà commessi da agenti deviati della CIA (chiaro riferimento allo scandalo delle detenzioni illegali).
Nella terza stagione il sergente Williams perde la vita durante una missione in Libano; il personaggio, quale fantasma sognato dall'amico Mack, ricomparirà un'ultima volta in un episodio della quarta stagione. I responsabili della morte di Williams saranno in seguito trovati ed eliminati dai suoi colleghi.
Nel corso della quarta stagione entreranno in squadra due nuovi operatori: Bridget Sullivan, prima donna a fare parte dell'Unità, e Sam MacBride, un ragazzo problematico veterano dell'Iraq, soprannominati rispettivamente "Cappuccetto Rosso" e "Colpo di Frusta".
Molti episodi si ispirano a vere azioni compiute dalla Delta Force o da altre forze speciali statunitensi. Per esempio una missione di salvataggio in Afghanistan durante la prima stagione era ispirata ai fatti della battaglia di Takur Ghar del 2002, oppure il salvataggio del sottotenente Betsy Blane in Iraq era ispirato alla vicenda del salvataggio di Jessica Lynch durante la guerra d'Iraq del 2003.
Il progetto di una quinta stagione
Nei primi mesi del 2009 gli sceneggiatori della serie scrissero la trama di una quinta e conclusiva stagione della serie, composta da una ventina di episodi, che si sarebbe dovuta girare nel 2010 e trasmettere tra la fine del 2010 e l'inizio del 2011. Uno di questi sceneggiatori, Shawn Ryan, ne ha parlato in un'intervista rilasciata nel maggio 2009, poco dopo la trasmissione dell'episodo finale della quarta stagione.
L'Unità avrebbe preso parte a numerose missioni, molte delle quali ispirate a vere azioni delle forze speciali statunitensi in Medio Oriente, Africa e America Latina. Sarebbe sorta perfino una specie di competizione tra l'Unità e un reparto paramilitare della CIA. Con il progredire della stagione sarebbero state reclutate e inserite nella squadra nuove leve, alcune delle quali di sesso femminile.
Il sergente Blane, lasciato dalla moglie Molly nel finale della quarta stagione, avrebbe iniziato una relazione con il sergente Bridget Sullivan, fino alla morte di quest'ultima in missione all'incirca a metà della stagione. Costretto a congedarsi dall'esercito per una grave ferita riportata in missione e perché affetto da stress da combattimento, avrebbe superato la crisi con l'aiuto di sua figlia Betsy e di suo padre (anche lui militare in congedo e veterano della Corea). Infine i coniugi Blane si sarebbero riconciliati e avrebbero iniziato un'attività economica insieme, realizzando il desiderio che Molly Blane aveva in serbo fin dall'inizio della serie.
Il sergente Gerhardt avrebbe preso brevemente il comando della squadra dopo il congedo di Jonas e, a un passo dal divorzio da Tiffy, si sarebbe invece riconciliato con lei. Mack Gerhardt deciderà di lasciare l'esercito una volta scoperto che sua moglie aspetta il loro terzo figlio, probabilmente un maschio.
Il sergente Brown avrebbe a sua volta lasciato l'esercito per una ferita riportata in azione. Deluso e depresso, avrebbe superato la riabilitazione aiutato da un ex militare disabile, che poi Brown avrebbe aiutato nel corso di una causa per l'invalidità. Infine sarebbe diventato un agente della CIA.
Tom Ryan, promosso generale nel finale della quarta stagione, avrebbe collaborato in più missioni con l'Unità. Preso dalla nostalgia, penserà di farsi retrocedere pur di riprendere il comando del suo vecchio reparto, ma desisterà rendendosi conto che i suoi vecchi commilitoni sono tutti morti o in congedo. Al termine della stagione avrebbe avuto un nuovo incarico al Pentagono e si sarebbe risposato con la sua ex moglie, decidendo di sostenerla nella sua carriera diplomatica.
Nell'Unità sarebbero rimasti solo i sergenti Charles Grey e Sam McBride. Entrambi però avrebbero lasciato l'unità tattica per passare al reparto addestrativo.
La CBS decise però di abbandonare il progetto. La scelta fu motivata dal calo di audience, dall'aumento dei costi di produzione e dalla delicatezza di certe tematiche che sarebbero emerse nel corso della stagione (lo stress da combattimento, la politica delle forze armate sulle donne nei reparti combattenti, la politica "non chiedere, non riferire", ecc). La decisione deluse molti fan della serie, negli Stati Uniti come in Europa, i quali nel 2010 fecero una raccolta di firme nella speranza che il network realizzasse la stagione o per lo meno una miniserie conclusiva. La CBS però era ormai concentrata su altri progetti e la serie The Unit doveva pertanto considerarsi conclusa.

## Episodi
Negli Stati Uniti la serie si è rivelata subito un buon successo di critica su CBS ed è giunta alla quarta stagione, dopo la quale è stata però cancellata a causa di un sensibile calo di audience. In Italia la prima stagione è stata trasmessa in prima serata da Rete 4 dal 1º luglio al 30 luglio 2007; la seconda stagione è andata in onda, questa volta in seconda serata, sempre su Rete 4, da mercoledì 10 giugno 2009, con un doppio episodio settimanale, sino a mercoledì 2 settembre 2009, quando è andato in onda l'ultimo episodio della stagione. La terza stagione è andata in onda, in anteprima, sul canale satellitare FX ogni mercoledì alle 21.00 con un doppio appuntamento settimanale dal 19 novembre al 24 dicembre 2009, mentre in chiaro è andata in onda (sempre su Rete 4 e in seconda serata) da sabato 5 dicembre 2009 al 20 febbraio 2010, con un episodio settimanale.
I primi quattordici episodi della quarta e ultima stagione sono andati in onda, dal 5 giugno al 4 settembre 2010, su Rete 4, mentre i restanti episodi sono andati in onda sul canale satellitare FX dal 22 ottobre all'11 novembre 2010.
| Stagione         | Episodi | Prima TV originale | Prima TV Italia |
| ---------------- | ------- | ------------------ | --------------- |
| Prima stagione   | 13      | 2006               | 2007            |
| Seconda stagione | 23      | 2006-2007          | 2009            |
| Terza stagione   | 11      | 2007               | 2009            |
| Quarta stagione  | 22      | 2008-2009          | 2010            |